# Beat Freaks
Beat Freaks é um grupo de dança composto por nove mulheres de Los Angeles, Califórnia. Todas as integrantes já possuíam uma carreira individual de sucesso antes da criação do grupo em 2003. O grupo foi destaque no programa da MTV, America's Best Dance Crew (3 ª temporada) e terminou o programa em 2º lugar.
As integrantes participam de vários vídeos musicais, filmes e comerciais.

## Início
Em 2003, as sete integrantes originais reuniram-se e decidiram formar um grupo de dança só de mulheres, sendo que cinco delas já haviam trabalhado juntas num grupo chamado "Groovaloos". Desde sua fundação, o grupo recebeu novas integrantes e agora é composto por oito mulheres: Alison "Al*Star" Faulk, Teresa Espinosa, LindseyB "OutThere", Lady Jules, Keeley "LockN' Key", Rino Nakasone, Maryss from Paris e BGirl Shorty.
Nem todas elas nasceram nos Estados Unidos. Rino nasceu em Okinawa (Japão), e Maryss nasceu em Paris (França). Cada uma já participou de vários videoclipes, filmes e turnês com artistas de renome mundial, que incluem: Pink, Britney Spears, Madonna, Janet Jackson, Miley Cyrus, Chris Brown e Avril Lavigne Como dançarinas individuais, elas têm feito aparições em: "You Got Served", "Step Up 2: The Streets", "Stick It", "Prom Night (2008)", "Go For It!", "Camp Rock 2: The Final Jam", e "BGirl", protagonizado por Lady Jules.
Em 2008, o grupo foi destaque na competição de dança altamente publicitada no YouTube por Miley Cyrus.

## Membros

### Alison "Al*Star" Faulk
Alison Faulk, mais conhecida como Al*Star, nasceu no sul da Flórida. Ela não pôde participar do programa America's Best Dance Crew, porque estava em turnê com Pink no momento. Ela não tem um estilo de dança definido, alegando que ela é uma dançarina de "todos os estilos". Ela é um dos membros originais do Groovaloos e foi destaque na série Ned's Declassified School Survival Guide.

### Teresa "Ragdoll" Espinosa
Teresa Espinosa nasceu e cresceu em Dallas, Texas. Ela é especializada em freestyle e é inspirada por Michael Jackson, entre outros. Ela já trabalhou como coreógrafa em Hannah Montana & Miley Cyrus: Best of Both Worlds Concert e foi em turnê com Janet Jackson e Britney Spears. Ela também é um dos membros originais do Groovaloos.

### Lindsey "LindseyB Outthere" Blaufarb
Lindsey foi criada em San Antonio, Texas, começou no teatro musical e atletismo, e iniciou-se no hip hop com 16 anos. Ela é inspirada pelo próprio grupo, tendo dito que as admirava antes de fazer parte. Ela esteve em turnê com Pink e Avril Lavigne. Ela também é um dos membros originais da Groovaloos.

### Julie "Lady Jules" Urich
Julie Urich, conhecida como Lady Jules, nasceu em Saint Paul, Minnesota, mas cresceu em Boulder, Colorado. Ela tem experiência de muitos anos fazendo comerciais, vídeos e musicais. B-Girl é o seu recente projeto fora do Beat Freaks. Jules é a favor dos direitos dos animais, ela colabora com uma instituição de caridade chamada The House Cat on the Kings e é forte apoiante da PETA. Ela também é um dos membros originais da Groovaloos.

### Keeley "LockN' Key" Kaukimoce
Keeley nasceu e cresceu em Dallas, Texas. Keeley é especializada no estilo locking. Fez aparições em My Wife and Kids, Run DMC e também You Got Served. Ela também é um dos membros originais da Groovaloos.
Keeley têm uma filha chamada Kaila e uma filha com data de nascimento prevista para dezembro de 2010.

### Rino Nakasone Razalan
Nascida em 11 de junho de 1979, Rino cresceu em Okinawa, no Japão e foi inspirada por Michael Jackson "para conhecer e dançar com o melhor". Ela participou no grupo Harajuku Girls de Gwen Stefani e foi uma das dançarinas de Britney Spears na turnê Onyx, e participou de inúmeros vídeos musicais. Ela foi convidada, juntamente com Maryss, para uma audição para as performances de Michael Jackson na Arena O2, em Londres. Ela também trabalhou com artistas como Janet Jackson, Missy Elliott. Juntamente com Maryss, participou como dançarina no vídeo da música de Chris Brown, "Forever".É casada com LeeJ Razalan, que também é dançarino. Ela é um novo membro de Pussycat Dolls e também é coreógrafa.

### Marie "Maryss from Paris" Courchinoux
Maryss nasceu e cresceu em Paris, na França e viveu por algum tempo em Naxos, Grécia. Ela é meio francesa e meio grega. Ela disse que seu amor pela dança cresceu ao ver Michael Jackson dançar na televisão quando era pequena. Ele levou-a a viajar por todo o mundo e querer dançar com os dançarinos profissionais. O seu apelido "Maryss" foi formado a partir de Mary (versão em inglês de Maria) e "superstar". Ela tem um extenso currículo em comerciais, fazendo publicidade para Sprite, Pepsi, Old Navy, JC Penny e iPod. Maryss participou do filme Hannah Montana: O Filme, e já tocou com inúmeros artistas, incluindo Missy Elliott, Common, Kovas, e com Black Eyed Peas. Ela foi em turnê com Billy Crawford, Chris Brown e Justin Timberlake. Juntamente com Rino, participou como dançarina no vídeo da música de Chris Brown, "Forever".

### Alex "BGirl Shorty" Welch
Alex Welch, mais conhecida como BGirl Shorty, nasceu em Orlando, na Flórida, mas cresceu em Salt Lake City, Utah. Ela é a mais nova do grupo, mas dizem ser a que tem mais energia. Os pais dela são bailarinos profissionais, mas ela afirma que quando era mais nova detestava balé e não gostava de ir ao estúdio com os pais e ver tutus. No entanto, quando ela tinha 11 anos, ela viu um headspin durante um vídeo da música Christina Aguilera e ficou fascinada. Ela rapidamente começou a aprender e a amar a dança, aprendendo diferentes estilos. Ela disse que antes de entrar para Beat Freaks, olhava suas performances e sonhava em estar no grupo, mesmo sabendo que não estavam recrutando. Isso rapidamente mudou quando descobriu que o grupo de fato estava procurando por uma bailarina para substituir Alison, durante a terceira temporada de America's Best Dance Crew. Quando ela entrou, disse estar como em um sonho. Ela pode ser vista nos filmes de Stick It, Date Movie, Step Up 2: The Streets, Bring It On: All or Nothing, Prom Night (2008), e no Camp Rock 2: The Final Jam. Ela já trabalhou com Pink e Miley Cyrus. Como dançarina individual ela apareceu em quatro vídeos de música: Toni Braxton - "Make My Heart", Justin Bieber - "Baby", Jonas Brothers - "Bounce", e os videoclipes do filme Camp Rock 2: The Final Jam, todos em 2010. Ela participou de uma turnê mundial com os Jonas Brothers, Demi Lovato, e promovendo Camp Rock 2: The Final Jam. BGirl Site Oficial

### Bonita "Bgirl Bonita" Lovett
Em novembro de 2010, foi anunciado no twitter que Bgirl Bonita faria parte das Beat Freaks. Nasceu em Glendale, Arizona e é de ascendência hispânica.

## Aparições

### America's Best Dance Crew
O grupo Beat Freaks foi vice-campeão da terceira temporada de America's Best Dance Crew, perdendo para Quest Crew. Beat Freaks foi o primeiro grupo só de mulheres a chegar às finais da competição e recebeu muitos elogios dos juízes JC Chasez, Lil Mama, e Shane Sparks. Durante a temporada, elas foram reconhecidas pela sua grande bandeira amarelo vivo.
A sua assinatura é considerada como o sinal de mão V, que nos Estados Unidos significa "paz". Durante a Segunda Guerra Mundial, o sinal foi usado por Winston Churchill como um sinal de "vitória".
Beat Freaks usou muito do seu tempo encorajando as meninas a dançar e seguir os seus sonhos. Antes de chegaram ao programa fizeram uma campanha chamada "Freak the Vote", que continuo quando elas já faziam parte do programa. Após discussão e colaboração em grupo, surgiu outra campanha chamada "Freak the Dream".
A atuação em "Illusion" colocou-as no Top 10 America's Best Dance Crew Performances de Todos os Tempos, em sexto lugar.

### Videoclipes
O grupo participou de dois videoclipes: Diddy-Dirty Money "Love Come Down" em 2009 e Justin Bieber "Somebody to Love" em 2010

### Filmes
O grupo apareceu no filme de 2011, "Honey 2".

### Outros
Em 2009, as Beat Freaks actuaram no programa Late Night with Jimmy Fallon. No início de 2010, o grupo colaborou com Nike Women e atuaram no intervalo da final do Game 7 da  NBA entre Lakers vs Celtics.